# Cerkiew św. Michała Archanioła w Brzeżawie
Cerkiew św. Michała Archanioła w Brzeżawie – dawna filialna cerkiew greckokatolicka wzniesiona w 1843.
Na początku lat 80. XX w. świątynia przejęta przez kościół rzymskokatolicki i użytkowana jako kościół filialny św. Michała Archanioła w parafii Wniebowstąpienia Pańskiego w Lipie.
Obiekt wpisany na listę zabytków w 1982. Włączony do podkarpackiego Szlaku Architektury Drewnianej.

## Historia
Została zbudowana w 1843, na miejscu wcześniejszej cerkwi. Remontowana na przełomie XIX i XX w. Należała do greckokatolickiej parafii w Lipie. Po wysiedleniach ludności autochtonicznej po 1947 nieużytkowana. W latach 2005–2007 przeprowadzono prace remontowe między innymi konserwację polichromii ściennej. 

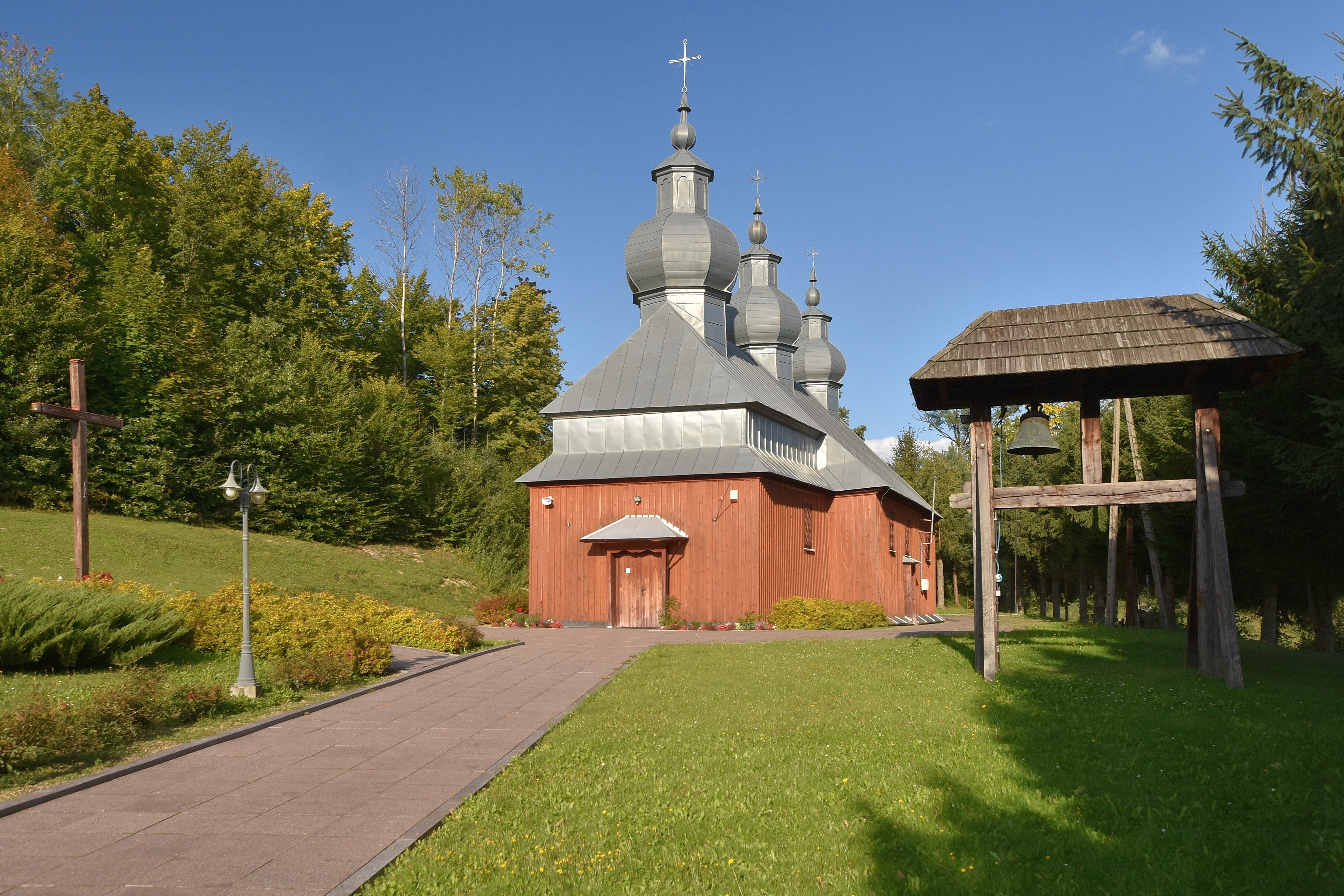
Elewacja frontowa
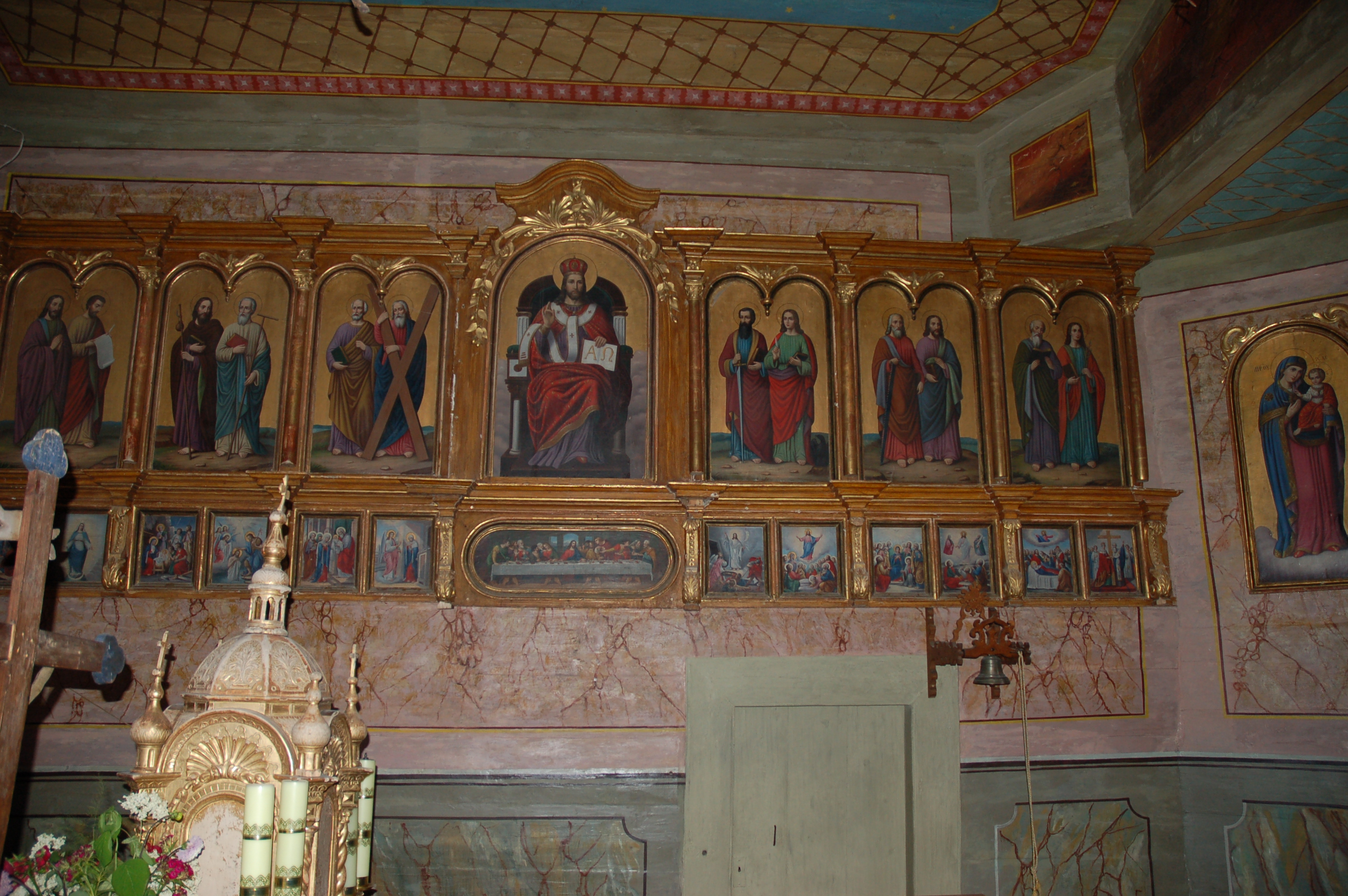
Fragment ikonostasu
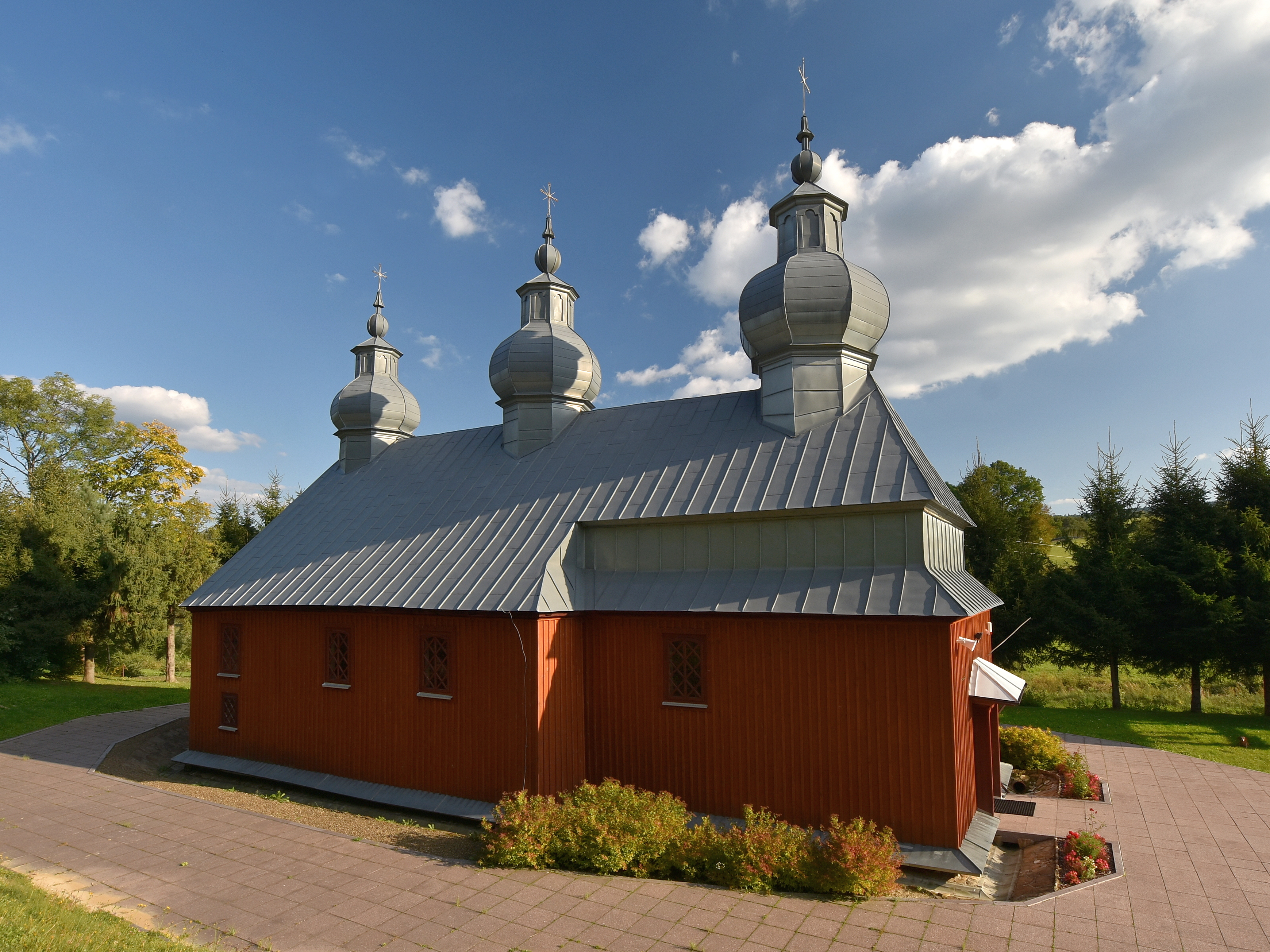
Elewacja północna

## Architektura i wyposażenie
To budowla drewniana konstrukcji zrębowej, orientowana, trójdzielna z sanktuarium zamkniętym trójbocznie. Świątynia powtarza układ cerkwi w Lipie o dwóch bryłach, jednokalenicowym dachu z trzema baniastymi hełmami o podobnych rozmiarach.
Ikonostas z drugiej połowy XIX w. rozmontowano, a ikony rozmieszczono na ścianach nawy i ścianie tęczowej. Została zachowana polichromia figuralna. W przedsionku znajduje się ikona z połowy XVII w., przedstawiająca Chrystusa Nauczającego.